# Young Fellows Zürich
Lo Young Fellows Zurigo (ufficialmente, in tedesco Young Fellows Zürich) era una società calcistica svizzera con sede nella città di Zurigo. La sua fondazione risale al 1903.

## Storia
La società si è fusa nel 1992 con la Società Calcistica Italiana Juventus Zurigo (fondata nel 1922) per dar vita al SC Young Fellows Juventus.

## Palmarès

### Competizioni nazionali
- Coppa Svizzera: 1

1935-1936
- Prima Lega: 1

1971-1972

### Competizioni giovanili
- Blue Stars/FIFA Youth Cup: 3

1941, 1942, 1953

### Altri piazzamenti
- Campionato svizzero:

Secondo posto: 1906-1907, 1922-1923, 1935-1936
Terzo posto: 1924-1925, 1936-1937
- Coppa Svizzera:

Finalista: 1926-1927
Semifinalista: 1927-1928, 1937-1938, 1944-1945
- Challenge League:

Secondo posto: 1955-1956, 1959-1960, 1964-1965, 1976-1977

## Giocatori
- Sándor Kocsis - 20° Pallone d'oro 1957